# Lleó Gramàtic
Lleó Gramàtic (en llatí Leo o Leon , en grec Λεών) fou un historiador romà d'Orient.
Va continuar la història que va iniciar Teòfanes Isàuric. La seva història segons el mateix llibre fou acabada el 8 de juliol del 1013, però sembla que la data és referida a la compilació i no a la mateixa obra. En un escrit porta el renom de Tzicandal (Τζικάνδαλος i diu que fou governador civil i militar del tema dels Cibirreotes i de la casa imperial o amic de l'emperador (l'expressió  οὶκεῖος ἅνθρωπος és ambigua). Alguns erudits suposen que l'emperador era Constantí Porfirogènit.
És probablement el mateix personatge que Jordi Cedrè esmenta com a Lleó de Cària (el tema dels Cibirreotes incloïa Cària i tot el sud-oest) i potser també el mateix que Lleó Asine (Asinus o Asinos) esmentat per Joan Escilitzes.
El llibre principal de Lleó és  Χρονογραφία, τὰ τῶν νέων Βασιλέων περιέχονσα, Chronographia Res a Recentioribus Imperatoribus Gestas Complectens, una història entre l'arribada al tron de Lleó V l'Armeni (813) i la mort de Romà I Lecapè (948). Aquesta obra té poc a veure amb l'obra anònima coneguda com a Teòfanes continuat, encara que coincideix en algunes parts.